# Luis Enrique Espinoza
Luis Enrique Espinoza Guerra (Salamanca, 8 de noviembre de 1967) es un geógrafo y profesor español especialista en sostenibilidad urbana para la gestión urbanística, rehabilitación de barrios y regeneración urbana.

## Trayectoria
Espinoza Guerra inició sus estudios de geografía e historia en la Universidad de Salamanca en 1985 y se licenció en 1990. Entre los años 2009 y 2011 realizó estudios de postgrado sobre gestión del territorio: urbanismo, infraestructuras y medio ambiente, y sobre gobierno de la ciudad: derechos ciudadanos y políticas públicas. En 2012 estudió un máster en la Universidad Abierta de Cataluña (UOC) de gestión de la ciudad.
Entre 1990 y 1995 fue profesor ayudante en la escuela de ciencias empresariales de la Universidad de Salamanca, en el departamento de economía e historia económica. Desde 1995 a 2007 trabajó como profesor e investigador en las facultades de economía y de ciencias agrarias y ambientales en la Universidad de Salamanca.
Desde 2007 es gerente en la Empresa Municipal de Suelo y Vivienda del ayuntamiento de Toledo y representante de esta institución ante la asociación de promotores públicos de vivienda (AVS).
Espinoza Guerra es autor de publicaciones de investigación, de informes, libros, artículos científicos y artículos de difusión general, especialmente dedicados a temas de renovación y regeneración urbana como el artículo publicado en octubre de 2020, con Patricia Molina y Juan Rubio del Val, La rehabilitación de la vivienda en España: de asignatura pendiente a oportunidad. Publica artículos en diarios como ElDiario.es, entre otros.

## Publicaciones seleccionadas
- 2004 Una visión crítica sobre el "desarrollo sostenible", ISBN: 84-9742-296-1, págs. 289-317[4]
- 2006 Una reflexión sobre economía y medio ambiente[5]
- 2017 La construcción se reactiva en la región mientras acumula 27.957 viviendas nuevas sin vender[6]
- 2020 La rehabilitación de la vivienda en España: de asignatura pendiente a oportunidad, en colaboración con Juan Rubio del Val y Patricia Molina.[7]